# Théâtre du Chien qui fume
Le théâtre Le Chien qui Fume est une salle de théâtre créée par Gérard Vantaggioli à Avignon en 1982, rue des Teinturiers et qu'il dirige depuis lors. C'est l'une des six scènes permanentes d'Avignon.
Le théâtre du Chien qui fume fut à l'origine une compagnie théâtrale créée en 1973 par Gérard Vantaggioli, qui devint la Compagnie Gérard Vantaggioli en 1981.
Gérard Vantaggioli est, par ailleurs, auteur de théâtre, comédien et metteur en scène. Il est l'une des figures du Festival Off d'Avignon.

## Salle permanente
Outre une programmation éclectique d'une vingtaine de spectacle: concerts, conférences, créations dramatiques, le théâtre du Chien qui fume propose une fois par mois « Les Amoureux de la scène », avec sept artistes ou groupes invités par soirée. L'entrée est libre et les spectateurs sont conviés à voter pour leurs spectacles préférés ; une quinzaine sont ainsi sélectionnés et participent à une grande finale où un jury de professionnels et de journalistes y décernent différents prix. 
C'est également un lieu d'accueil pour compagnies en résidence.
Fort du succès de sa salle, Gérard Vantaggioli ouvre un théâtre de taille plus modeste : Le Petit Chien, dans une rue adjacente, ouvert principalement durant le festival off.

## Festival off
Durant le mois de juillet c'est un haut lieu du Festival off d'Avignon, où de grands noms du monde de la scène sont passés : Annie Girardot, Michel Vitold, Michael Lonsdale, ou passent encore, comme Clémentine Célarié, Marc Jolivet, Rufus, Christophe Alévêque, etc.